# Reinhold Niebuhr
Karl Paul Reinhold Niebuhr (Wright City, 21 juni 1892 – Stockbridge, 1 juni 1971) was een Amerikaans en protestants theoloog. Zijn bekendheid heeft hij vooral te danken aan zijn vele geschriften over de relatie tussen christelijk geloof en politiek. Hij leverde een bijdrage aan de bezinning op het begrip "rechtvaardige oorlog" en pleitte al voorafgaand aan de Japanse aanval op Pearl Harbor voor Amerikaanse deelname aan de Tweede Wereldoorlog.

## Levensloop
Reinhold Niebuhr was de zoon van Gustav Niebuhr, een sociaalvoelende predikant binnen de Evangelical Synod of North America. Reinholds jongere broer, Helmut Richard Niebuhr, was ook theoloog en specialiseerde zich in ethiek en godsdienstsociologie.
Reinhold Niebuhr bezocht Elmhurst College in Illinois en studeerde daar af in 1910. Hij studeerde vervolgens aan het Eden Theological Seminary in Webster Groves, Missouri. In 1914 behaalde hij zijn bachelorgraad in theologie aan Yale University, waar hij lid was van de studentenvereniging Alpha Sigma Phi. In 1915 werd hij bevestigd als predikant.
Niebuhr werd door het evangelisatiecomité van de Evangelical Synod uitgezonden naar Detroit. Aldaar groeide de kerkelijke gemeente tijdens Niebuhrs predikantschap van 65 leden in 1915 tot 700 leden bij zijn vertrek in 1928. De toename weerspiegelde de bevolkingsgroei die het gevolg was van de groei van de auto-industrie in Detroit.
Tijdens zijn predikantsperiode bemerkte Niebuhr de demoraliserende effecten van industrialisatie op arbeiders. Hij werd een criticus van Henry Ford en stelde zijn kansel beschikbaar voor mensen van vakbonden die wilden pleiten voor werknemersrechten. Niebuhr sprak zich ook nadrukkelijk uit tegen de invloedrijke Ku Klux Klan. Hij noemde "de Ku Klux Klan een van de akeligste sociale verschijnselen, die de religieuze hoogmoed van de volkeren ooit had weten te ontwikkelen". Niebuhr beschreef in 1929 zijn Detroitse ervaringen in Leaves from the Notebook of a Tamed Cynic (Velletjes uit het aantekeningenboekje van een getemde cynicus).
In 1928 werd Niebuhr docent en in 1930 hoogleraar Praktische Theologie aan het Union Theological Seminary in New York. Hij heeft daar verschillende generaties studenten opgeleid, onder wie de Duitse predikant en schrijver Dietrich Bonhoeffer, die later een grote rol speelde in de tegen de nazi's gekante Bekennende Kirche (Duits voor Belijdende kerk). Nieburh schreef en publiceerde gedurende zijn gehele carrière. Hij was tot 1966 redacteur van het in 1941 mede door hemzelf opgerichte tijdschrift Christianity and Crisis.
Nadat Niebuhr in 1952 een aantal beroertes had gekregen staakte hij vrijwel al zijn politieke activiteiten, maar bleef wel een productief theologisch schrijver. In 1960 nam hij afscheid als hoogleraar. 1 juni 1971 overleed Reinhold Niebuhr op 78-jarige leeftijd.
Reinhold Niebuhr was getrouwd met Ursula M. Koppel-Compton, een van zijn eerste studentes. Zij doceerde net als haar man theologie (aan het Barnard College) en schreef een aantal theologische boeken. Het echtpaar was bevriend met de Britse dichter W.H. Auden.

## Politieke activiteiten
In de jaren dertig was Niebuhr een van de voormannen van de Socialist Party of America en was hij voorstander van een aantal communistische actiepunten. Later in zijn carrière nam hij hier nadrukkelijk afstand van.
In 1923 bezocht Niebuhr Europa. De situatie in het door de Fransen bezette Rijnland stuitte hem tegen de borst en versterkte de pacifistische overtuiging die hij ontwikkeld had na de Eerste Wereldoorlog. De Tweede Wereldoorlog maakte dat hij het pacifisme vaarwel zei. Hij ontwikkelde een nieuwe christelijke politieke filosofie die Christian Realism wordt genoemd. Hij steunde de Amerikaanse strijd tegen het nationaalsocialisme en tegen het communisme en was voorstander van kernwapens. Hij keerde zich wel tegen de Vietnamoorlog.
Niebuhr behoorde tot een groep van 51 prominente Amerikaanse burgers die in 1933 op advies van Albert Einstein de Amerikaanse afdeling van de International Relief Association (IRA) oprichtten - een organisatie die tegenwoordig bekendstaat als het International Rescue Committee. Enkele andere oprichters waren de filosoof John Dewey en de schrijver John Dos Passos. Bij de oprichting was het doel van de organisatie: "het steunen van Duitsers die leden onder de politiek van het Hitler-regime."
Niebuhrs gedachten over het jodendom hebben een ontwikkeling doorgemaakt. Hij was aan het eind van zijn leven "misschien de eerste oecumenisch-gezinde theoloog die christenen heeft ontraden om te proberen joden tot het christendom te bekeren."

## Opvattingen
Niebuhr richtte zich tegen de Amerikaanse vrijzinnige en humanistische "Social Gospel"-beweging, die de verbetering van de sociale omstandigheden in de wereld als voornaamste taak van de kerk zag en deze verbetering wilde bereiken door een beroep te doen op het geweten van de individuele gelovigen. Niebuhr meende dat dit standpunt onvoldoende recht deed aan het kwaad in de mens. Aan de andere kant keerde hij zich ook tegen de fundamentalistische orthodoxie, die zich richtte op het innerlijk geloofsleven en de sociale problemen grotendeels negeerde. Tegenover beide opvattingen stelde hij in Moral Man and Immoral Society (1932; De morele mens en de immorele maatschappij) een marxistisch geïnspireerde visie. Hij pleitte ervoor om iedere groep in de samenleving voldoende macht te geven om zich tegen aanvallen van andere groepen te kunnen verdedigen. Niebuhr nam met dit standpunt definitief afscheid van zijn eerdere pacifisme.
Later ontwikkelde Niebuhr ideeën, die hij samenvatte met de term Christian Realism (Christelijk realisme). Hierin combineerde hij gedachten van Augustinus, die ook benadrukt werden in de Reformatie, met zijn nieuwe politieke inzichten. Egoïsme en hoogmoed waren niet alleen geworteld in maatschappelijke structuren, maar maakten deel uit van het wezen van de mens. Voor het bereiken van een rechtvaardige samenleving was het dus niet voldoende om een machtsevenwicht tussen de verschillende groepen in de maatschappij te creëren. Niebuhr meende dat wanneer met de zondige aard van de mens rekening werd gehouden het mogelijk was om te werken aan een betere wereld. De mensen dienden wel te beseffen dat er geen definitieve oplossingen waren. Hij noemde zijn standpunt "realistisch" om afstand te nemen van het Social Gospel dat meende dat het Koninkrijk Gods op aarde gerealiseerd kon worden. Niebuhr werkte het christelijk realisme het meest volledig uit in twee delen The Nature and Destiny of Man (1941 en 1943; Wezen en bestemming van de mens), een bewerking van de Gifford-lezingen die hij in 1939 in Edinburgh had gehouden. Het werk wordt wel als zijn magnum opus beschouwd.
In 1952 publiceerde Niebuhr The Irony of American History (De ironie van de Amerikaanse geschiedenis) waarin hij de politieke, religieuze en morele kwesties waarmee hij zich intensief had beziggehouden behandelde. Zijn werk geeft een indringende kritiek op het socialistische, links-geëngageerde christendom van zijn jonge jaren en beschrijft een zoektocht naar alternatieven. Hij bekritiseerde echter ook de Amerikaanse pretentie een bijzonder, uitverkoren land te zijn.
Hoewel Niebuhrs opvattingen verwantschap tonen met de dialectische theologie en evenals die van Karl Barth als neo-orthodox worden getypeerd, heeft hij toch altijd afstand gehouden tot deze stroming.

## Receptie
De historicus Arthur Schlesinger heeft beschreven hoe de intellectuele nalatenschap van Niebuhr wordt betwist door progressieven en conservatieven. Zowel John McCain - presidentskandidaat in de Amerikaanse presidentsverkiezingen van 2008 - als Barack Obama - de in 2008 verkozen Amerikaanse president - citeren Niebuhr als iemand die invloed heeft gehad op hun denken. McCain deed dit in zijn boek Hard Call (2007). Obama noemde Niebuhr zijn "favoriete filosoof".
De Nederlandse columnist Jérôme Heldring heeft Niebuhr geëerd als iemand die invloed heeft gehad op zijn politieke denken.
Niebuhr ontving in 1964 van president Lyndon Johnson de Presidential Medal of Freedom. Ter ere van Niebuhr hernoemde het stadsbestuur van New York in oktober 2008 het gedeelte van West 120th Street tussen Broadway en Riverside Drive in "Reinhold Niebuhr Place". Hier staat het Union Theological Seminary, waar Niebuhr meer dan dertig jaar doceerde.
Niebuhr is de auteur van een van de bekendste gebeden uit de christelijke traditie, the Serenity Prayer of ook wel het Gebed om Kalmte, dat gebruikt wordt bij Anonieme Alcoholisten en andere Twaalfstappenprogramma's.

### Nederlandse vertalingen
- De teekenen der tijden. Toespraken voor heden en morgen (vert. van Discerning the Signs of the Times. Sermons for Today and Tomorrow), Amsterdam: Ten Have 1946
- Wezen en bestemming van de mens (vert. van The Nature and Destiny of Man), Amsterdam: Ten Have 1951 (deel 1) en 1957 (deel 2)
- Geloof in de politiek (gedeeltelijke vert. van Faith and Politics), Bussum: De Haan 1970